# Lerdsila Phuket Top Team
Lerdsila Phuket Top Team, pseudonimo di Manop Shri Rupiya (thailandese: มานพ ศรีรูปี; 10 febbraio 1981), è un thaiboxer thailandese.
Combatte nella categoria dei pesi mosca per l'organizzazione singaporiana ONE. In precedenza è stato campione dei pesi leggeri in svariate federazioni di muay thai quali la World Muay Thai Council (WMC), la World Professional Muaythai Federation (WPMF) e la World Kickboxing Network (WKN). È stato inoltre campione dello Stadio Rajadamnern in tre differenti categorie di peso: supergallo, gallo e supermosca.
Fino al 2015 era noto come Lerdsila Chumpairtour.

## Carriera
Originario della regione dell'Isan, inizia a praticare la muay thai all'età di 7 anni, sotto la tutela del padre. Compie il suo debutto già l'anno seguente, prima di trasferirsi a Bangkok all'età di 12 anni per affinare le proprie tecniche di base. Qui si allena presso la nota Jockey Gym assieme ad altri artisti marziali come Saenchai e Somrak.
Divenuto noto come Lerdsila Chumpairtour e protagonista di un percorso sportivo in ascesa, si afferma nei ring delle più noti stadi delle capitale – primi su tutti le arene Lumpinee e Rajadamnern – e più tardi si laurea campione muay thai Rajadamnern in tre diverse categorie di peso (supergallo, gallo e supermosca). Sempre a Bangkok Lerdsila raggiunge l'apogeo della sua carriera, con il thailandese capace di centrare cento vittorie consecutive senza incappare in alcuna sconfitta. Durante questi anni affronta alcuni tra i più noti esponenti della muay thai della loro generazione quali Orono Wor Petchpun, Nong-O Gaiyanghadao e Jomthong Chuwattana.
Con l'approdo presso la palestra Phuket Top Team nel 2015 cambia il proprio nome in Lerdsila Phuket Top Team, mentre gli anni successivi lo vedono impegnato principalmente in Cina e negli Stati Uniti d'America.
Nel 2018 viene ingaggiato dalla nota organizzazione singaporiana ONE.

## Risultati nella muay thai
| 190 Vittorie, 32 Sconfitte, 5 Pareggi, 0 No Contest |           |                |                                         |                        |                                    |       |       |        |
| Data                                                | Risultato | Avversario     | Evento                                  | Luogo                  | Modalità                           | Round | Tempo | Record |
| 06-12-2019                                          | Sconfitta | Elias Mahmoudi | ONE Championship 105: Mark Of Greatness | Kuala Lumpur, Malaysia | Decisione (unanime)                | 3     | 5:00  | 190-32 |
| 16-08-2019                                          | Vittoria  | Michael Savvas | ONE Championship 98: Dreams of Gold     | Bangkok, Thailandia    | KO tecnico (infortunio al braccio) | 2     | 0:40  | 190-31 |
| 12-04-2019                                          | Vittoria  | Momotaro       | ONE Championship 93: Roots of Honor     | Pasay, Filippine       | Decisione (unanime)                | 3     | 3:00  | 189-31 |
| 17-11-2018                                          | Vittoria  | Sok Thy        | ONE Championship 84: Warrior's Dream    | Giacarta, Indonesia    | Decisione (unanime)                | 3     | 3:00  | 188-31 |
| 23-06-2018                                          | Vittoria  | Sok Thy        | ONE Championship 74: Pinnacle of Power  | Cotai, Macao           | Decisione (non unanime)            | 3     | 3:00  | 187-31 |